# Henric van Veldekeplein 29-31
Het pand Henric van Veldekeplein 29-31, soms aangeduid als 'paleis van de hoogproost', is een voormalig kanunnikenhuis in het centrum van de Nederlandse stad Maastricht, gelegen aan het Henric van Veldekeplein in de centrumbuurt Binnenstad. Het statige herenhuis of hôtel particulier wordt in 21e-eeuwse literatuur wel de stadsresidentie van de proosten van Sint-Servaas genoemd, maar daarvoor bestaat geen bewijs. Het was een van de kanunnikenhuizen die deel uitmaakten van de claustrale singel of immuniteit rond de Sint-Servaaskerk. Deze huizen waren particulier eigendom van kanunniken en vielen onder het juridisch gezag van de Kamerhof, een van de rechtbanken van het kapittel van Sint-Servaas. Ook na de opheffing van het kapittel is het huis altijd in particuliere handen geweest als (vaak verhuurd) woonhuis, atelier of kantoor.
Het herenhuis heeft een U-vormige plattegrond en is gebouwd in Lodewijk XV-stijl. Het dateert vermoedelijk uit het tweede kwart van de achttiende eeuw. Sinds 1966 is het een rijksmonument.

## Historiografie, naamgeving
De kunsthistoricus jhr. Eugène Octave Marie van Nispen tot Sevenaer was in de eerste helft van de twintigste eeuw waarschijnlijk de eerste die zich serieus met het pand heeft beziggehouden, maar beperkte zich in deel V van De Nederlandse monumenten van geschiedenis en kunst tot een bouwhistorische beschrijving. Over de bewoningsgeschiedenis vermeldde hij niets, ook niet dat dit de stadswoning van de proost zou zijn geweest. Van Nispen duidde het pand neutraal aan als 'St. Servaasklooster (Henric van Veldekenplein) 29'. Het lemma werd geïllustreerd met twee huisplattegronden (plaat XXV en XXVI) en een foto van het huis door G. de Hoog uit 1915 (foto rechtsboven).
Bij gebrek aan een naam kreeg het gebouw begin 21e eeuw de betiteling 'paleis van de hoogproost' toebedeeld, een benaming waarvoor geen precedent bestaat. In Maastricht wordt geen enkel adellijk huis of kanunnikenhuis aangeduid als 'paleis'. Adellijke huizen en stadsresidenties van kloosters en abdijen uit de omgeving werden vanouds aangeduid als 'poort' (poorthuis of Latijn: mansio), 'refugie' (refugiehuis of refugio) of 'hof'. Voorbeelden zijn: Poort van Beusdael, Poort van Eijnenberg, Refugie van Herckenrode, Refugie van Hocht, Hof van Slijpe en Hof van Tilly. Vanaf de achttiende eeuw sprak men in toenemende mate van 'huis': Huis Soiron, Huis Rouffaer, Generaalshuis, enz.
De kanunnikenhuizen op de immuniteit van het kapittel van Sint-Servaas worden in de historische bronnen aangeduid als ‘poort’. In totaal waren dat 18⅔ panden, te beginnen bij het zogenoemde Spaans Gouvernement aan het Vrijthof, daarna westwaarts oplopend langs de zuidzijde van Vrijthof en Henric van Veledekeplein, en vervolgens in noordelijke richting langs het tegenwoordige Sint Servaasklooster tot aan de Tweebergenpoort. In de rij van kanunnikenwoningen lag de Proosdij van Sint-Servaas tegenover de westbouw van de Sint-Servaaskerk (en met die kerk verbonden door de zogenaamde 'westwerkbogen'). Dit was de ambtswoning van de proost van het kapittel wanneer hij in Maastricht verbleef en verder het administratief centrum van waaruit de eigendommen en leengoederen van de proosdij werden beheerd. Formeel viel de Proosdij niet onder de Kamerhof, maar alle immuniteitsrechten waren er wel op van toepassing.
Met betrekking tot de huidige benaming 'Paleis van de Hoogproost' kan nog opgemerkt worden dat de titel 'hoogproost' pas vanaf de zeventiende eeuw in zwang raakte, maar niet consequent werd gebruikt. Waarschijnlijk is die benaming overgewaaid uit Luik, waar de proosten van de Sint-Lambertuskathedraal zich grand-prévôts noemden, ter onderscheiding van de proosten van de zes andere, kleinere kapittels in die stad. In Maastricht waren slechts twee kapittels. De onderlinge jaloezie was echter groot. Vandaar dat de behoefte bestond bij het grootste en rijkste kapittel, dat van Sint-Servaas, aan een onderscheidende titel.

## Geschiedenis

### Kanunnikenhuis
Het terrein waarop het huis Henric van Veldekeplein 29-31 is gebouwd, lag vanouds binnen de claustrale singel (of immuniteit) van het Sint-Servaaskapittel. Hier bouwden de kanunniken vanaf de twaalfde of dertiende eeuw, toen ze het gemeenschappelijk kloosterleven opgaven, hun kanunnikenhuizen. Zij en hun personeel genoten er immuniteit ten opzichte van de stedelijke rechtspraak en belastingen, maar waren wel onderworpen aan de rechtsmacht van het kapittel en van de Kamerhof.

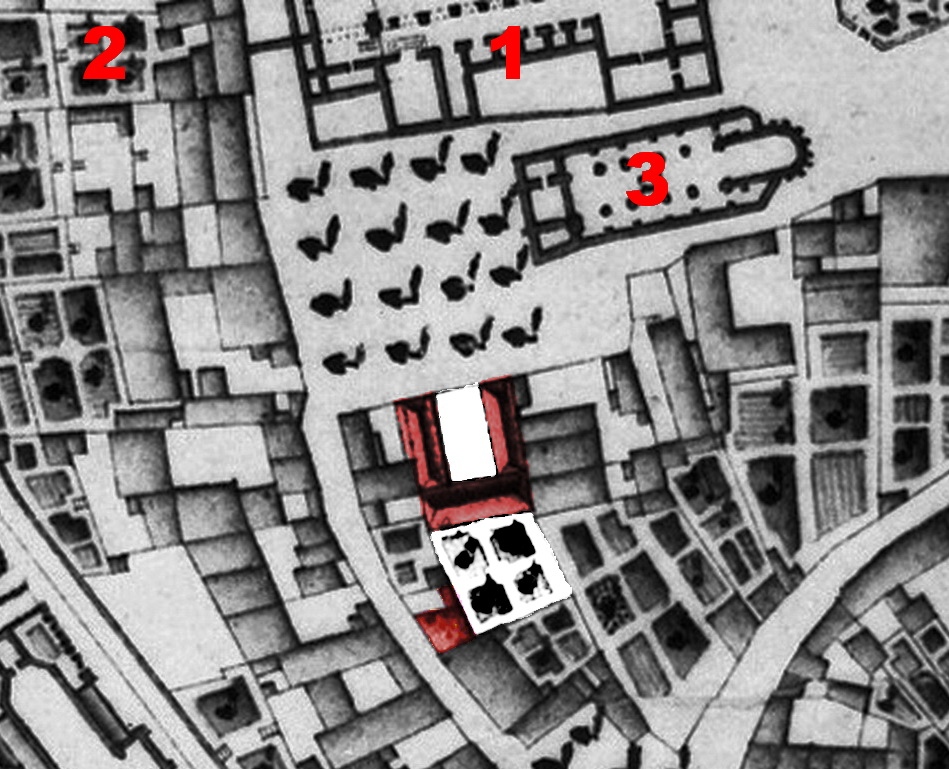
Detail stadsplattegrond Larcher d'Aubencourt, 1749. 1 Sint-Servaaskerk; 2 Proosdij; 3 Sint-Janskerk. Wit met rode bebouwing: perceel met U-vormig kanunnikenhuis en koetshuis

Men mag aannemen dat op deze prominente plaats binnen de claustrale singel, direct tegenover het Bergportaal van de Sint-Servaaskerk, altijd een kanunnikenhuis heeft gestaan. Dat lijkt te worden bevestigd door de oudste plattegrond van Maastricht, een schets door kapelaan Simon de Bellomonte uit 1587. Bellomonte, zelf werkzaam bij het kapittel, tekende aan het Sint Servaasklooster – ook het gedeelte dat nu Henric van Veldekeplein heet – een doorlopende rij solitiare poorten, ter aanduiding van de daar gelegen poorthuizen, in casu kanunnikenhuizen. De aanwezigheid van oudere bebouwing valt ook af te leiden uit de plattegrond van de kelderverdieping (zie plattegrond hieronder), waarop een tweede, dieper gelegen kelder is te zien, die een geheel andere oriëntatie kent en vermoedelijk een restant van een ouder huis is. Op de achttiende-eeuwse Franse maquette van Maastricht en de daaraan ten grondslag liggende, zeer gedetailleerde stadsplattegrond van militair ingenieur Larcher d'Aubencourt (zie afbeelding hiernaast) is te zien dat het huis in 1749 al zijn huidige U-vorm bezat.
In de loop van de achttiende eeuw werden veel kapittelhuizen vernieuwd, veelal in de stijl van de Luiks-Akense barok. Enkele kregen het aanzien van stadspaleisjes, hôtels particuliers. Het statige pand Henric van Veldekeplein 29-31 is gebouwd in klassieke U-vorm rondom een afgesloten cour. Gezien de Lodewijk XV-bouwstijl betreft het een achttiende-eeuws huis. Architect noch opdrachtgever zijn met zekerheid bekend. Mogelijke opdrachtgevers zijn Johannes Henricus en Godefridus Cruts, in 1754 genoemd als kanunniken van Sint-Servaas. Qua bouwstijl zijn overeenkomsten vastgesteld met het werk van de Akense bouwmeester Johann Joseph Couven (1701-1763). Vanaf 1765 was vermoedelijk kanunnik Johannes Henricus Cruts de enige eigenaar van het pand. Vanaf 1772 verhuurde Cruts het pand aan Johannes Godefridus Veugen en Maria Helena Lousberg. Cruts woonde zelf als eigenaar in het pand ter linkerzijde (thans Kanunnikencour 1). Hij verkocht het pand in 1775 aan zijn huurder Joannes Godefridus Veugen, die in 1790 overleed. Het huis vererfde op zijn echtgenote en zijn drie nog in leven zijnde kinderen.

### 19e eeuw
In 1797 werd het kapittel opgeheven, nadat het door de Franse overheid van alle bezittingen was beroofd. De proost, deken en kanunniken verloren hun inkomsten, privileges en in sommige gevallen hun vrijheid. Kanunnikenhuizen waren privé-eigendom en konden dus niet worden geconfisqueerd. Wie in deze tijd eigenaar was van het kanunnikenhuis tegenover het Bergportaal is niet met zekerheid bekend.

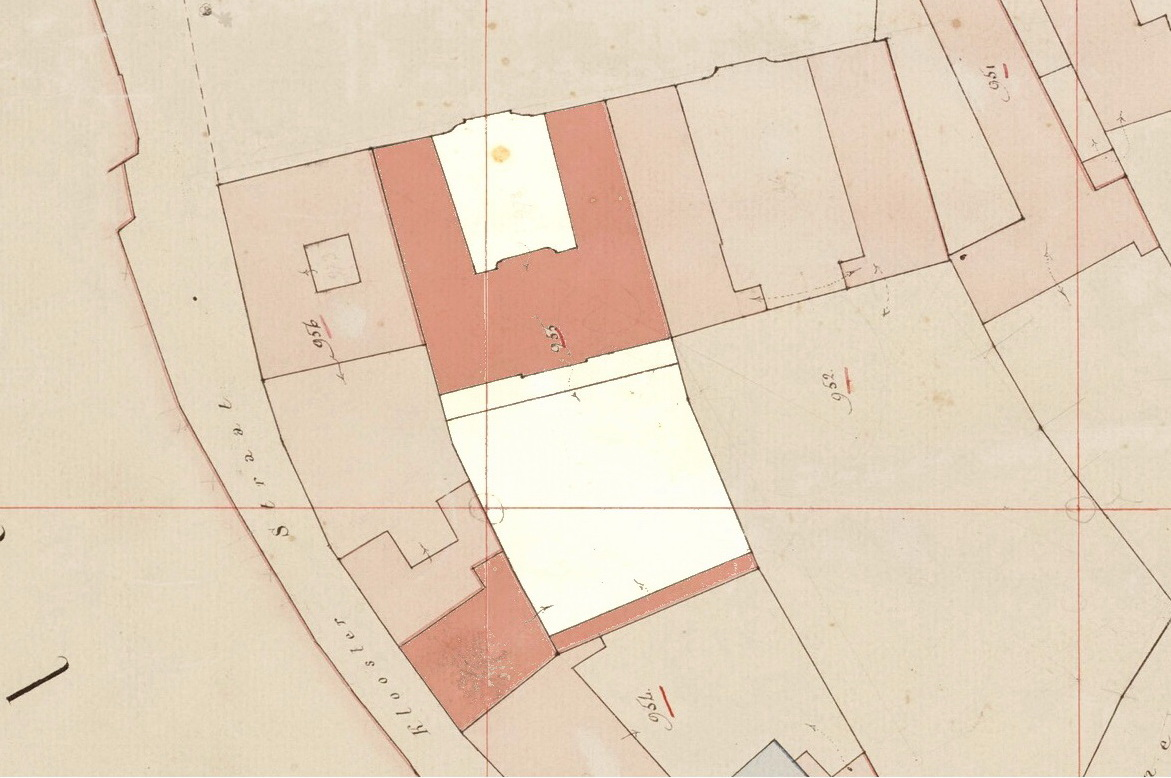
Detail kadasterkaart 1823-1830. Wit met rode bebouwing: het perceel van Pillera

Het U-vormige pand is goed te herkennen op de hiernaast afgebeelde kadasterkaart uit 1823-1830. Het Henric van Veldekeplein wordt op de kaart aangeduid als Vrede Plaats / Place de la Paix. De kanunnikenhuizen in deze omgeving zijn gewone burgerhuizen geworden, maar de grenzen van de percelen zijn in principe onveranderd. Op de kadasterkaart geven pijltjes aan welke percelen bij elkaar horen. Hierdoor wordt duidelijk dat het U-vormige herenhuis een geheel vormde met een kleiner pand om de hoek, vermoedelijk een (voormalig) koetshuis. Een zware tuinmuur begrensde het perceel aan de zuidzijde. Opvallend is dat het buurpand aan de oostzijde een enigszins vergelijkbare, II-vormige plattegrond had, waarvan de westelijke helft in 1906 is gesloopt. Dit perceel was echter aanzienlijk groter en liep door tot aan de Papenstraat. Sinds 1998 ligt hier de Kanunnikencour.

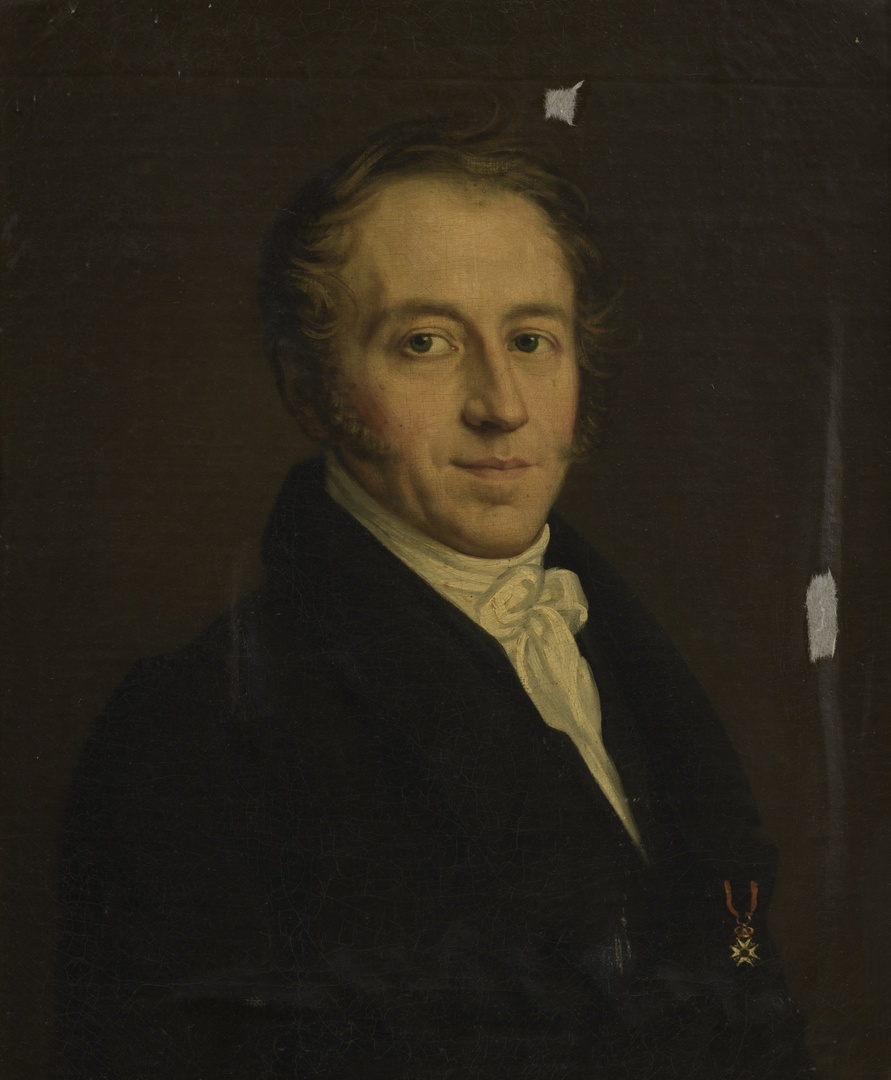
Mr. W.A. Pillera,
anoniem, zonder jaartal,
Bonnefantenmuseum

Vanaf 1806 werden in Maastricht huisnummers ingevoerd, niet per straat, zoals tegenwoordig, maar doornummerend in de hele stad. Het voormalige kanunnikenhuis tegenover het Bergportaal kreeg het huisnummer 732. Om uit de onverdeeldheid van de erfenis te raken verkochten de erven Veugen dit pand in 1822 aan mr. Willem Adriaan Pillera (1783-1859), griffier van Provinciale Staten van Limburg. Volgens het Bevolkingsregister woonde het gezin Pillera er in 1829 nog steeds, samen met drie, vermoedelijk inwonende bedienden. In 1836 werd Pillera benoemd tot griffier van Provinciale Staten van Holland en verhuisde hij met zijn gezin naar Haarlem. Waarschijnlijk verhuurde hij zijn Maastrichtse woning in die tijd.
In 1841 verkocht Pillera het huis aan de Luikse rentenier en grondeigenaar Nikolaas Balthazar Hubert Marie van Aken, die het pand verhuurde. In 1856 verkocht Van Aken het pand aan Andreas Claereboets, fabrikant van behangselpapier, gehuwd met Maria Catharina Smitsmans. Of Claereboets en zijn gezin ook in het herenhuis hebben gewoond is niet bekend. In ieder geval werd het pand in 1875 bewoond door twee andere personen: de weduwe S.E.A. (Sara) van der Loo-Pichot du Plessis en de kapelaan R. Nicolas. Blijkbaar was het pand toen gesplitst in twee of meer woningen. Andreas Claereboets overleed in 1886. Zijn drie dochters verkochten het huis aan Jules van den Dijck, wijnhandelaar, gehuwd met Annette Timmermans, voor 20.000 gulden.
In de negentiende eeuw werd nog tweemaal een nieuw huisnummeringssysteem ingevoerd, in 1850 en 1888. Sint Servaasklooster 732 werd in 1850 nr. 1865. In 1888 werd wederom een nieuwe nummering ingevoerd, nu per straat (de huidige huisnummers). Sint Servaasklooster 1865 kreeg toen de huisnummers 27, 29 en 31, waarmee bevestigd werd dat het pand nu uit drie woningen bestond, onderverdeeld in de linkervleugel (nr. 27), het hoofdgebouw (nr. 29) en de rechtervleugel (nr. 31). Nrs. 27 en 29 zijn later samengevoegd.

### 20e en 21e eeuw
|                                                                                |  |  |
| Oorspronkelijke en vernieuwde toegangspoort. Links: vóór 1893; rechts: in 1943 |  |  |

Vanaf eind negentiende eeuw was op nr. 29 (het middendeel) de wijnhandel Jules van den Dijck (of Dyck) gevestigd. De zaak werd aanvankelijk (vanaf ca. 1880) gedreven door Jules van den Dijck zelf, later door zijn weduwe (vanaf 1899) en nog later door zijn zoon Gerard (1916-ca. 1926). De zoon woonde daarna nog enkele jaren op nr. 27 in hetzelfde pand (de linkervleugel), voordat hij omstreeks 1935 naar de Cortenstraat verhuisde. Nr. 27 komt vanaf 1938 niet meer voor in de Maastrichtse adresboeken; vermoedelijk werd het omstreeks die tijd samengevoegd met 29. Jules van den Dijck kreeg in 1893 vergunning om de bestaande hardstenen toegangspoort in Lodewijk XV-stijl gedeeltelijk af te breken en te vervangen door een hekwerk met daarin de initialen JvdD (van hemzelf) en TM.
Vanaf 1924 diende Sint Servaasklooster 29 als kantoor van de advocaat en procureur mr.dr. K.H.M. van Oppen. In 1936 en 1939 werkte Van Oppen nog steeds op dit adres. Tijdens de Tweede Wereldoorlog was er een filiaal van Centraal Beheer gevestigd. Na de oorlog bleek Van Oppen er weer kantoor te houden. Vermoedelijk werkte hij toen samen met F. Duijnstee. In de jaren 1950 heette het advocatenkantoor Duijnstee en Hoogewegen. Duijnstee woonde met zijn gezin in hetzelfde pand. Na diverse wisselingen heette het bureau vanaf 1993 Duynstee, Dahmen en partners, Advocaten en Procureurs.

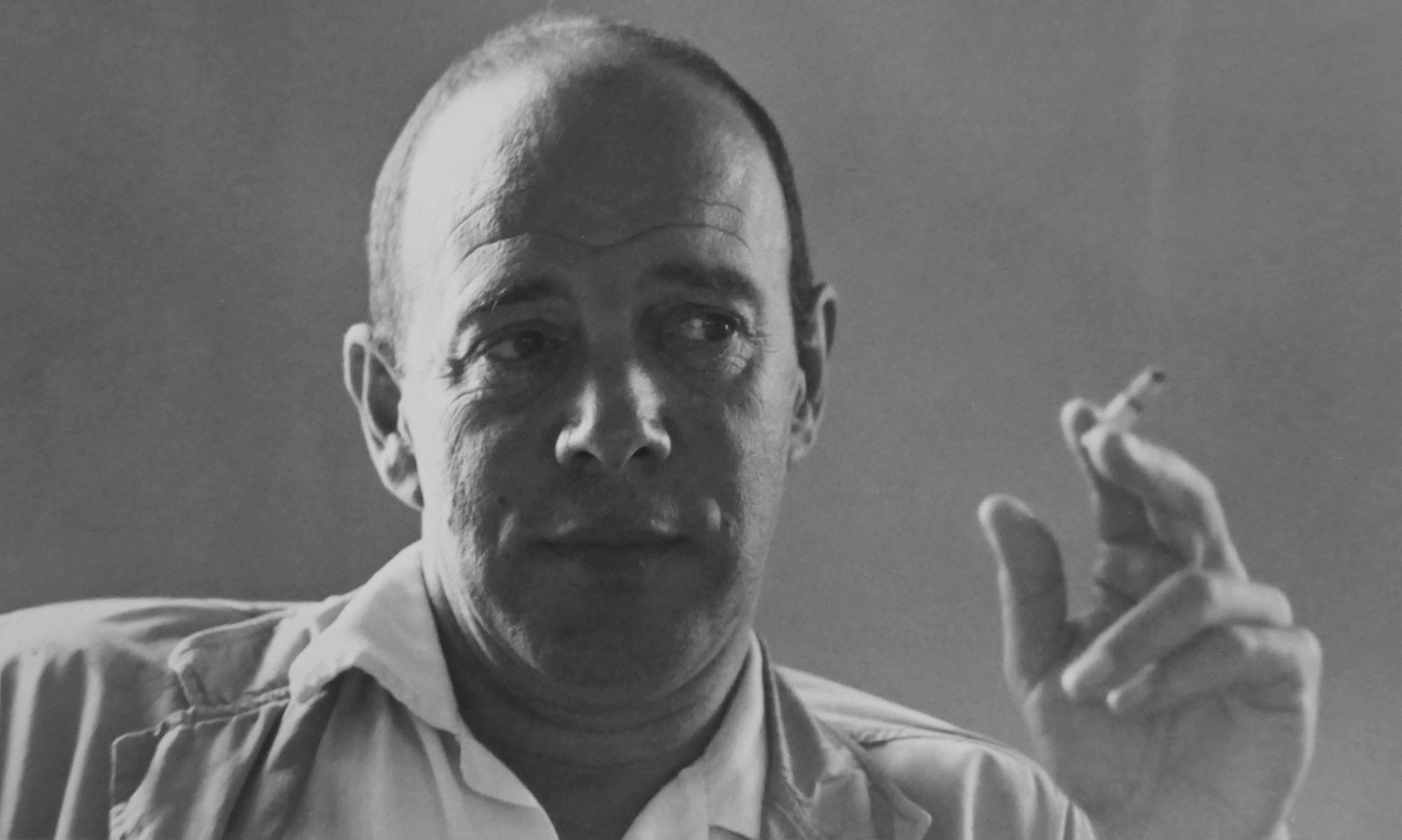
Hans van Drumpt, van 1972 tot 2015 bewoner van nr. 31

Op nummer 31, het rechterdeel van het U-vormige herenhuis, was in 1926 het architectenbureau Marres & Sandhövel gevestigd. Victor Marres (1885-1957) woonde al sinds 1924 met vrouw en kinderen in Brussel, waar hij een nieuw leven probeerde op te bouwen, maar hij bleef nog zeker tot 1928 samenwerken met Willem Sandhövel (1883-1962), die de praktijk aan het Henric van Veldekeplein daarna nog enkele jaren in zijn eentje voortzette.  In 1934 vestigde zich de kunstschilder en glazenier Henri Schoonbrood (1898-1972) op nr. 31. Schoonbrood bleef er tot zijn dood wonen met zijn vrouw Greet Kersten, die een jaar voor hem overleed. Daarna woonde de kunstenaar Hans van Drumpt (1939-2015) er, samen met zijn vrouw Mia.
In 2023 is Henric van Veldekeplein 29-31 in zijn geheel aangekocht door de ondernemer Thijs Hendrix. In een deel van het pand heeft hij de organisatie 'Kapittel van Sint Servaas' gevestigd, die zich naar eigen zeggen inzet voor religie en cultuur. Gecharmeerd van de beschrijving 'paleis van de hoogproost' noemt de eigenaar zich 'Hoogproost van het Kapittel van Sint Servaas'.

## Beschrijving

### Exterieur

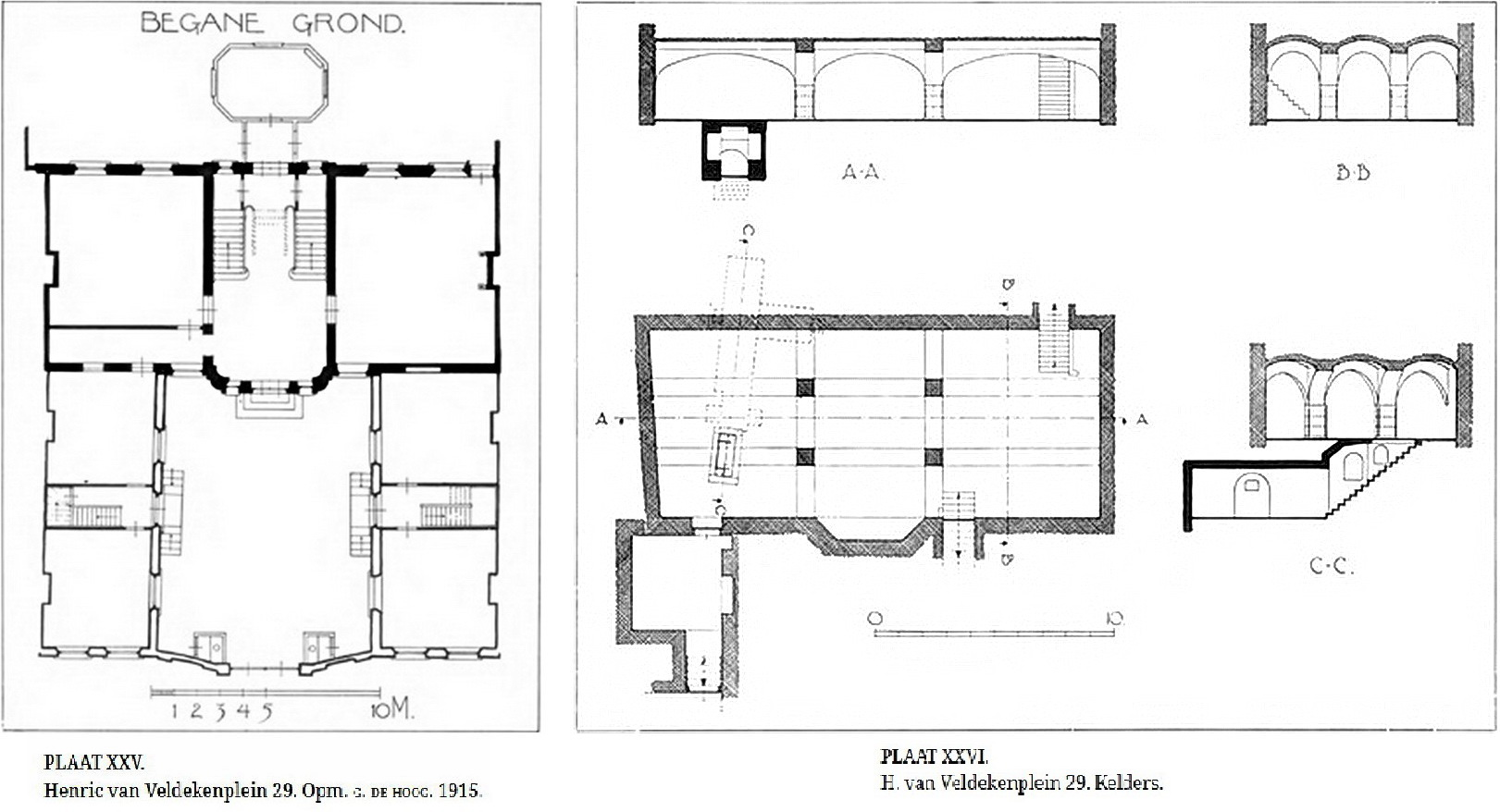
Plattegrond begane grond en kelder (1915)

Henric van Veldekeplein 29-31 is een statig herenhuis, dat een hoofdgebouw omvat en twee lagere zijvleugels, die in U-vorm een voorplein omsluiten. Het voorplein is geplaveid met kasseien en wordt aan de straatzijde afgesloten door een muur en een poort. De twee muurdelen hebben nog de oorspronkelijke, naar buiten zwenkende vorm in Lodewijk XV-stijl. De muur is deels van hardsteen, met bakstenen vlakvullingen die wit gesausd zijn. De hardstenen poort, oorspronkelijk eveneens in Lodewijk XV-stijl, is omstreeks 1893 sterk gewijzigd. De oorspronkelijke hekpijlers zijn ontdaan van hun barokke sierstucwerk en de omhoog zwenkende poortboog is vervangen door een smeedijzeren hekwerk met daarin aangebracht de initialen van de toenmalige bewoners (zie hierboven). Het poorthek is waarschijnlijk al eerder vervangen. De siervazen op de hekpijlers zijn vermoedelijk oorspronkelijk.

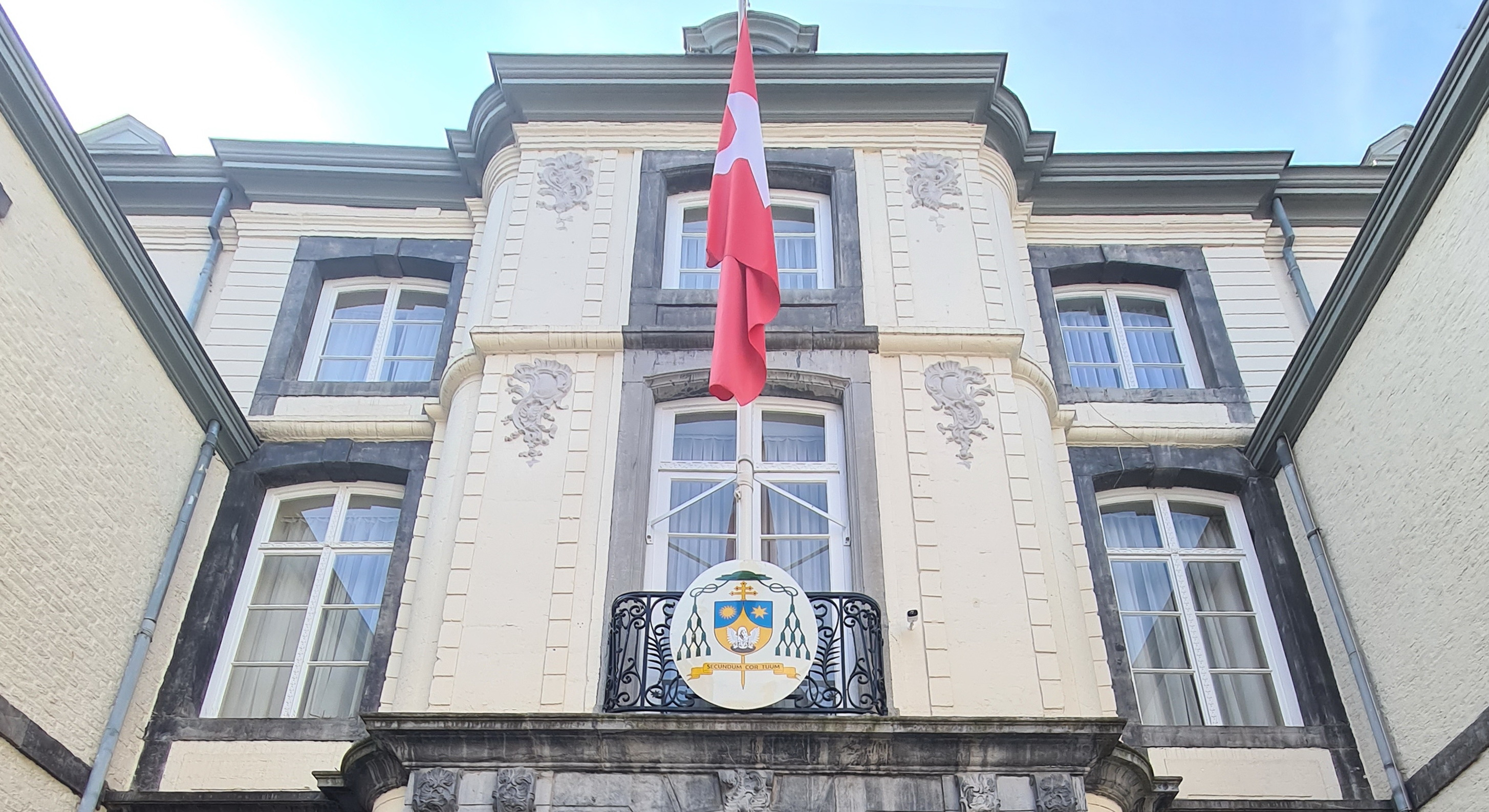
Lodewijk XV-sierstucwerk middengevel

Het middendeel is vermoedelijk in het tweede kwart van de achttiende eeuw gebouwd in de stijl van de Luiks-Akense barok met Lodewijk XV-elementen. Dit deel heeft een rechthoekige plattegrond (ca. 20 × 10 m), bestaat uit drie bouwlagen en is gedekt met een leistenen schilddak met rondom acht dakkapellen. Midden op het dak staat een monumentale schoorsteen. De voorgevel heeft een vooruitspringende middenrisaliet met geblokte lisenen en afgeronde hoeken, rijk versierd met gestucte rocailles, typerend voor de Lodewijk XV-stijl. De risaliet wordt gedekt met een gebroken kap, een uitstulping van het hoofddak, waarin een barokke dakkapel is opgenomen, die als een Vlaamse gevel de risaliet afsluit. De segmentboogvensters zijn uitgevoerd in Naamse steen, even als de ingangspartij met een trap en blokwerk rondom de entree en twee flankerende vensters. Boven de dubbele voordeur is een rondbogig bovenlicht met druppelvormige traceringen en een lantaarn. De achtergevel heeft eveneens een middenrisaliet, maar zonder de afgeronde hoeken. De Lodewijk XV-panelen die dit deel sieren zijn uitbundiger dan die aan de voorgevel, vooral op de eerste etage, waar trofeeën in het sierstucwerk zijn verwerkt.
De zijvleugels zijn vermoedelijk in de negentiende eeuw herbouwd. Ze hebben eveneens een rechthoekige plattegrond, maar tellen een verdieping minder dan het hoofdgebouw. De vensters zijn hier rechthoekig (met uitzondering van de rondbogige en segmentbogige dakvensters), gevat in omlijstingen van Naamse steen. De smallere pleingevels tellen elk vier vensters. Aan de kant van de voorhof bevinden zich aan elke zijde drie vensters, twee blinde vensters en een verhoogde entree met trap.

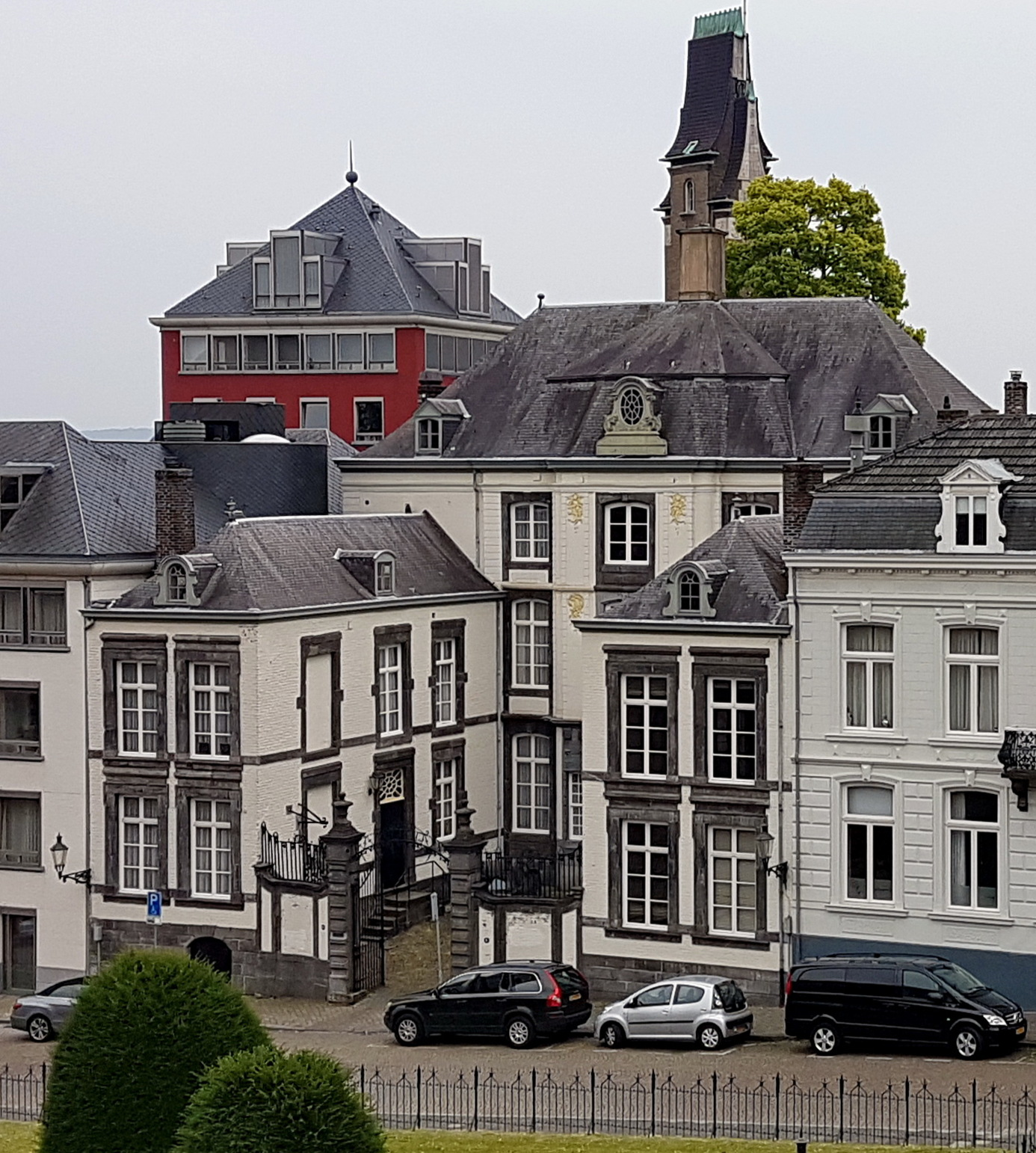
Overzicht vanaf Sint Servaasklooster 18
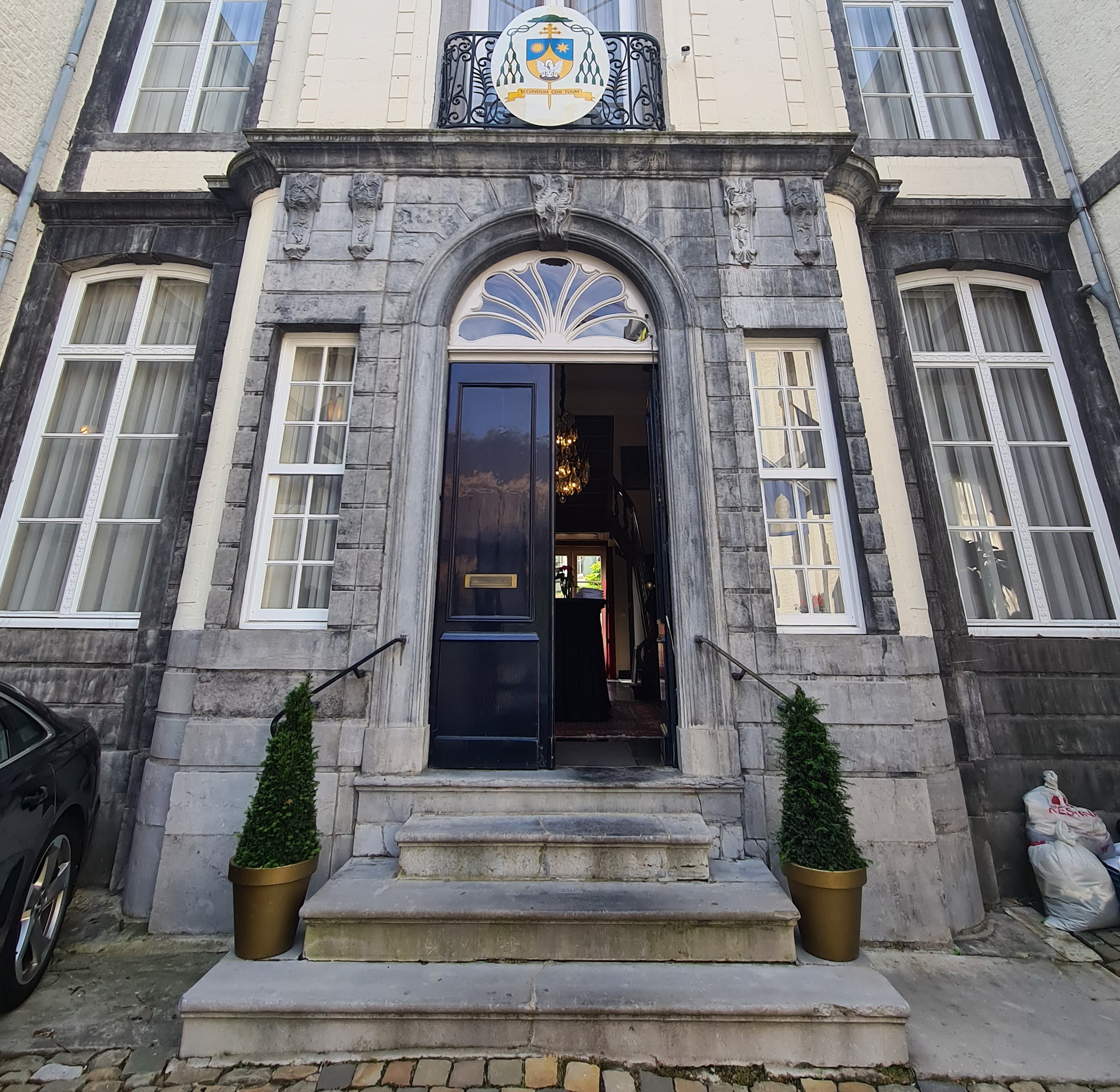
Voorgevel middendeel
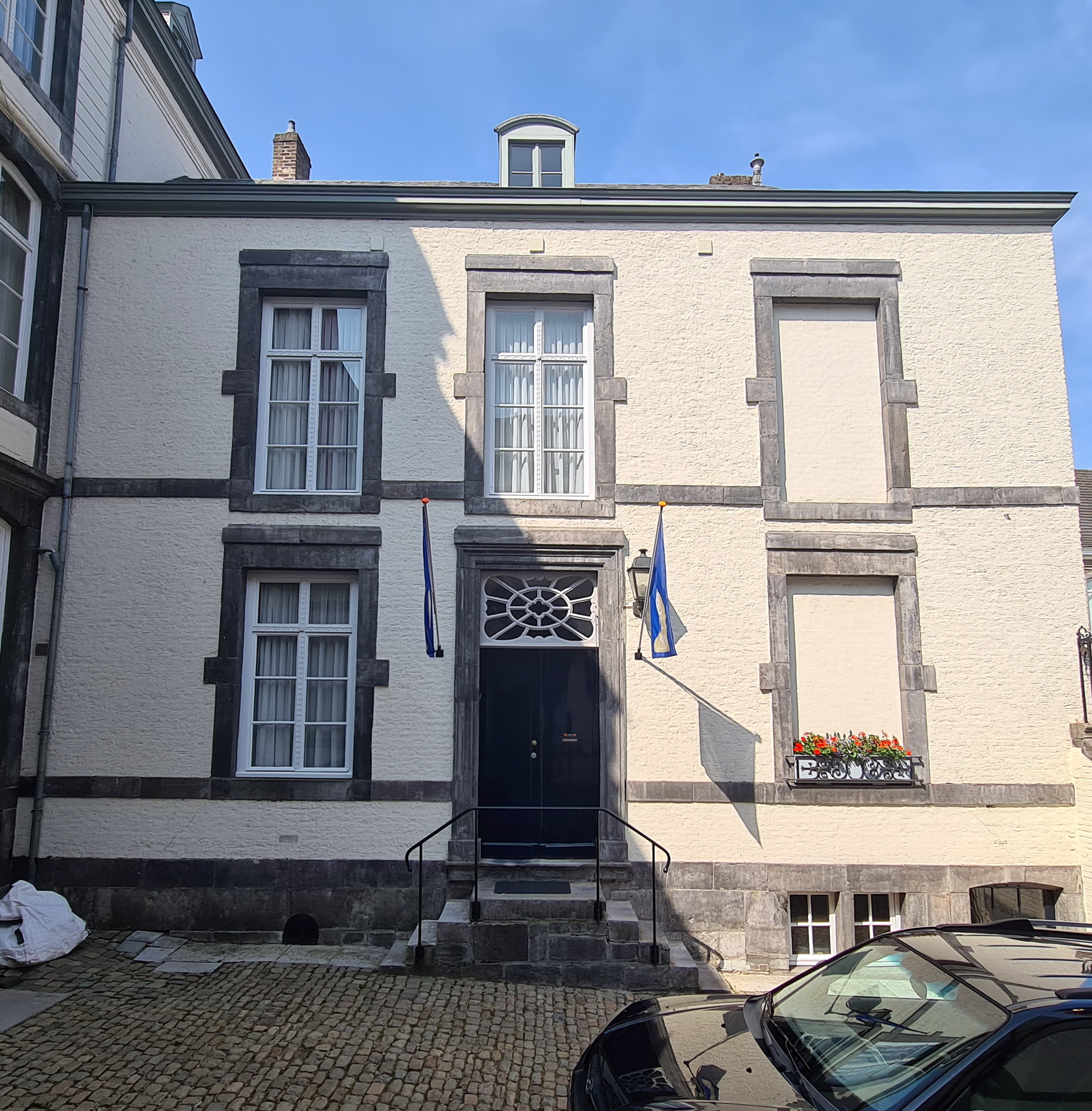
Rechter zijvleugel
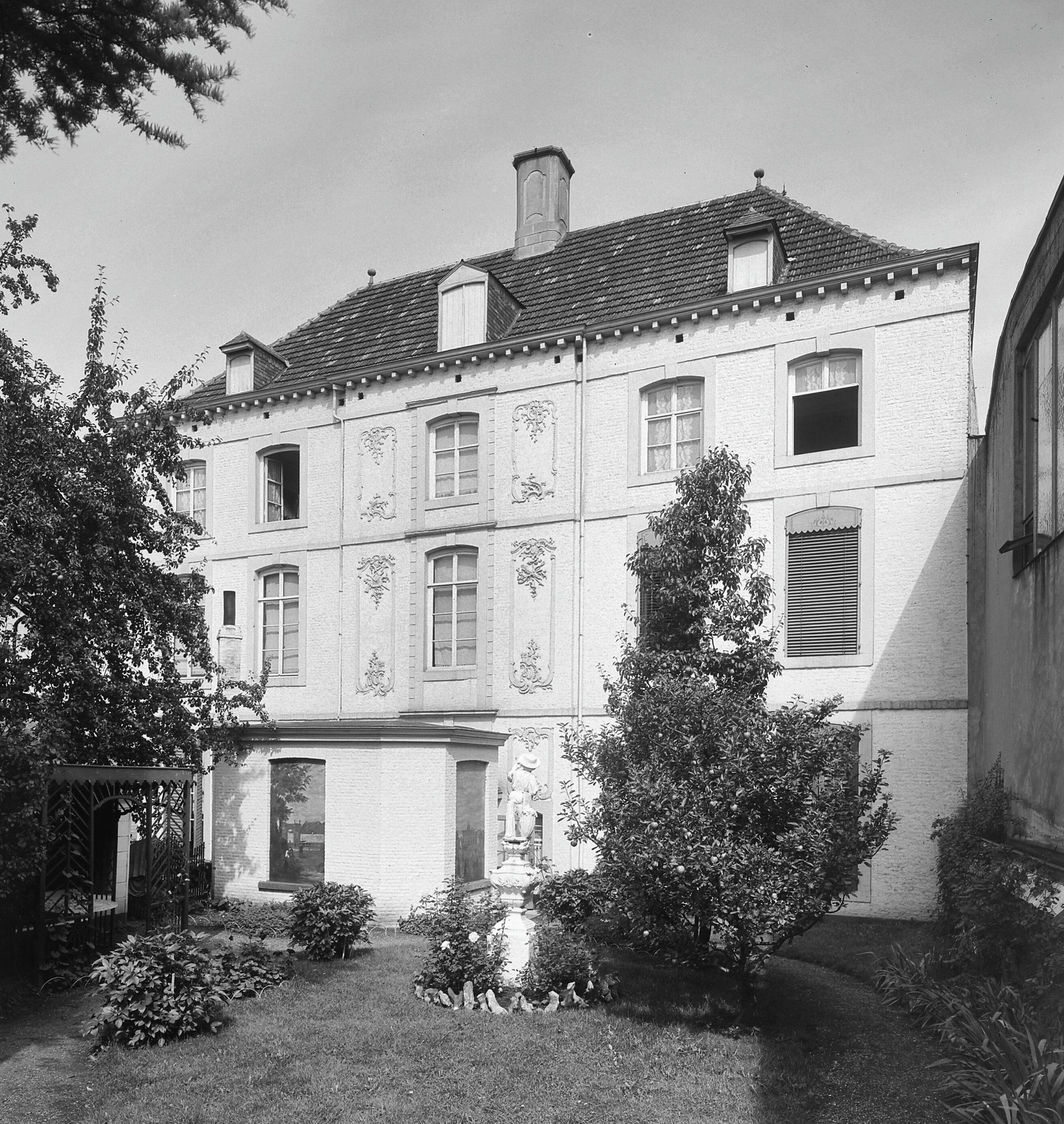
Achtergevel (1915)

### Interieur
Op de plattegrond hiernaast is de indeling van de begane grond van het pand te zien (in 1915). Een foto uit 2025 toont aan dat de indeling ongewijzigd is gebleven, althans van de begane grond van het hoofdgebouw. De entreehal wordt gedomineerd door een dubbele trap, een zogenaamde imperiale trap met gesneden balustrades in Lodewijk XV-stijl. De hal is anno 2025 ingericht met onder andere parafernalia van de Kapittel van Sint-Servaas b.v. Aan weerszijden van de hal bevinden zich kamers die uitkijken op de tuin. De zijvleugels hadden in 1915 een vergelijkbare indeling met een centrale entree geflankeerd door kamers. Het hoofdgebouw en de linker zijvleugel zijn onderkelderd. Onder de kelder van het middendeel bevindt zich een kleinere, vermoedelijk oudere kelder. Van het interieur zijn diverse oorspronkelijke onderdelen bewaard gebleven, zoals de imperiale trap, eikenhouten lambriseringen en paneeldeuren in Lodewijk XV-stijl. Op een foto uit 1915 is te zien dat de muren in het trapportaal deels gemarmerd waren. Het is niet bekend of deze marmerimitaties onder het huidige pleisterwerk bewaard zijn gebleven.

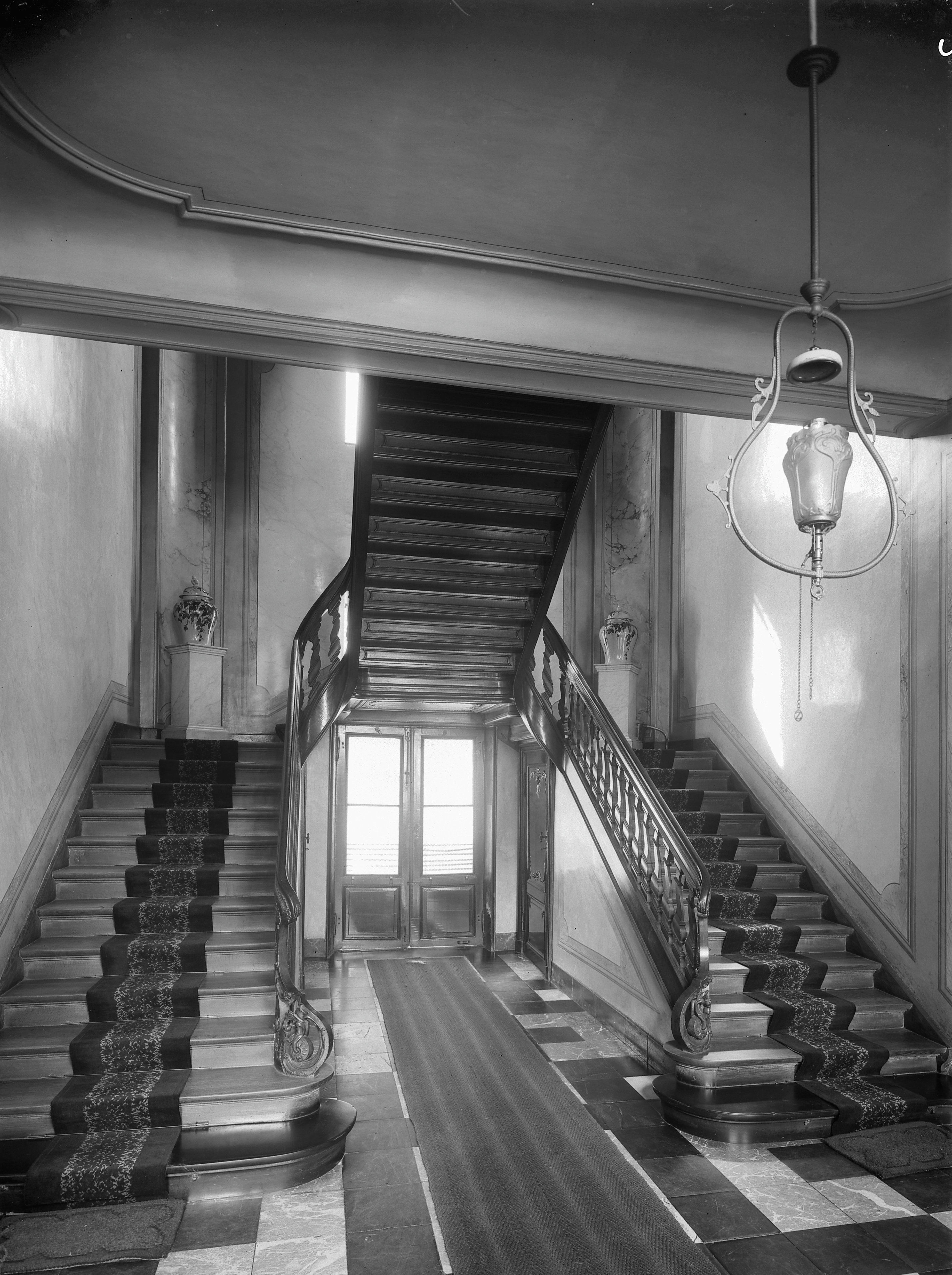
Vestibule met dubbele trap (1915)
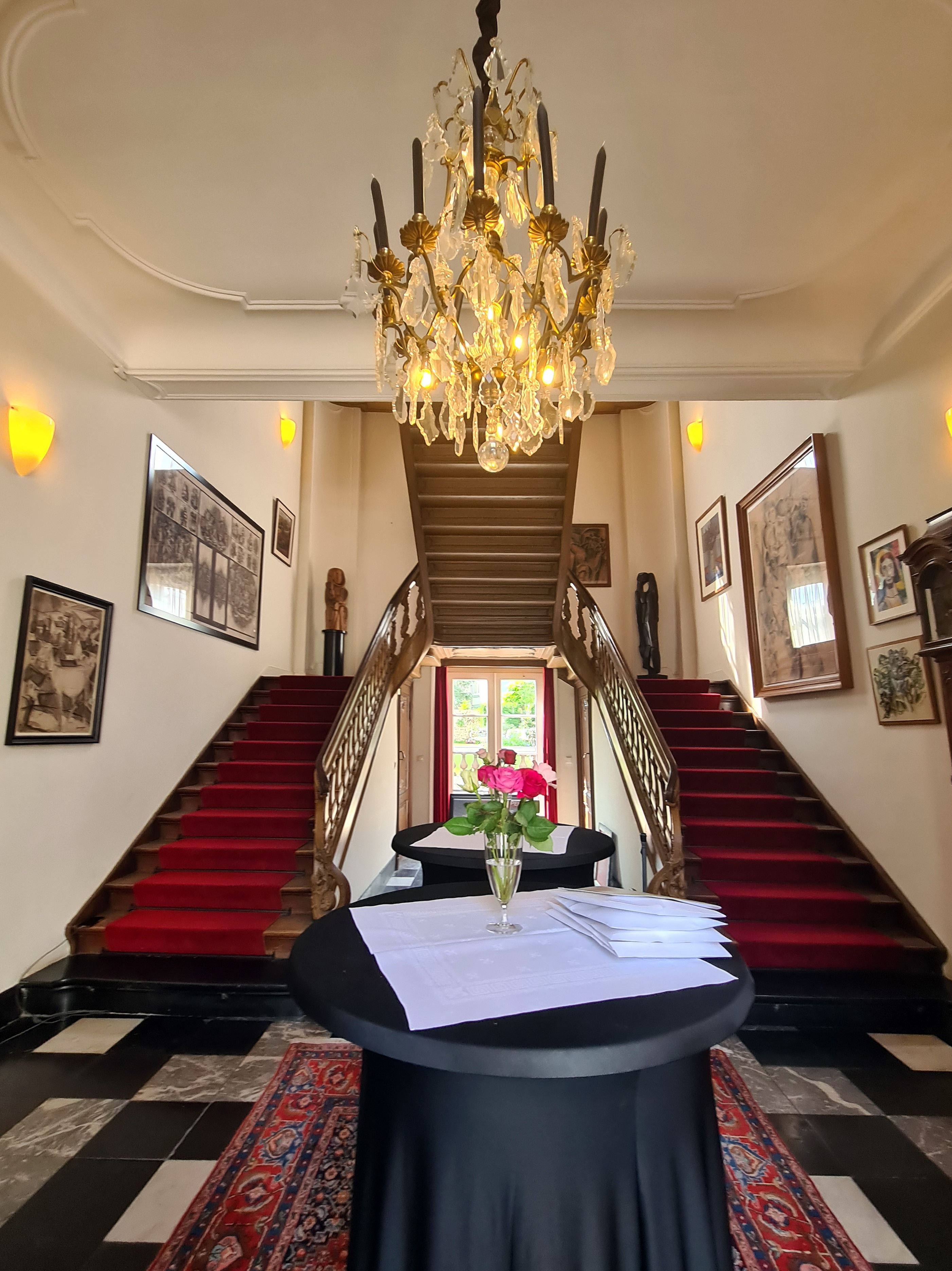
Idem (2025)
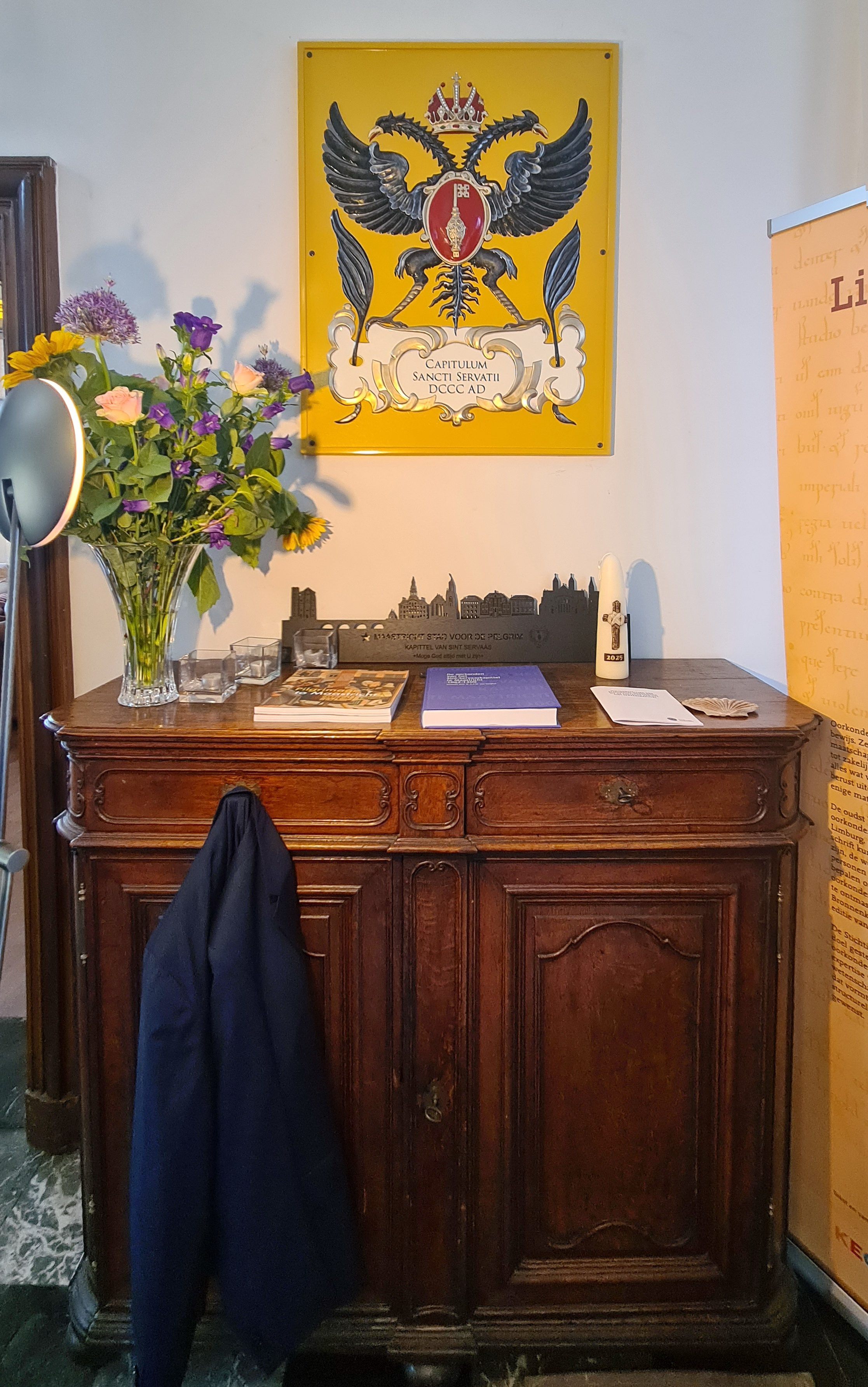
Luiks-Akens dressoir en kapittelwapen
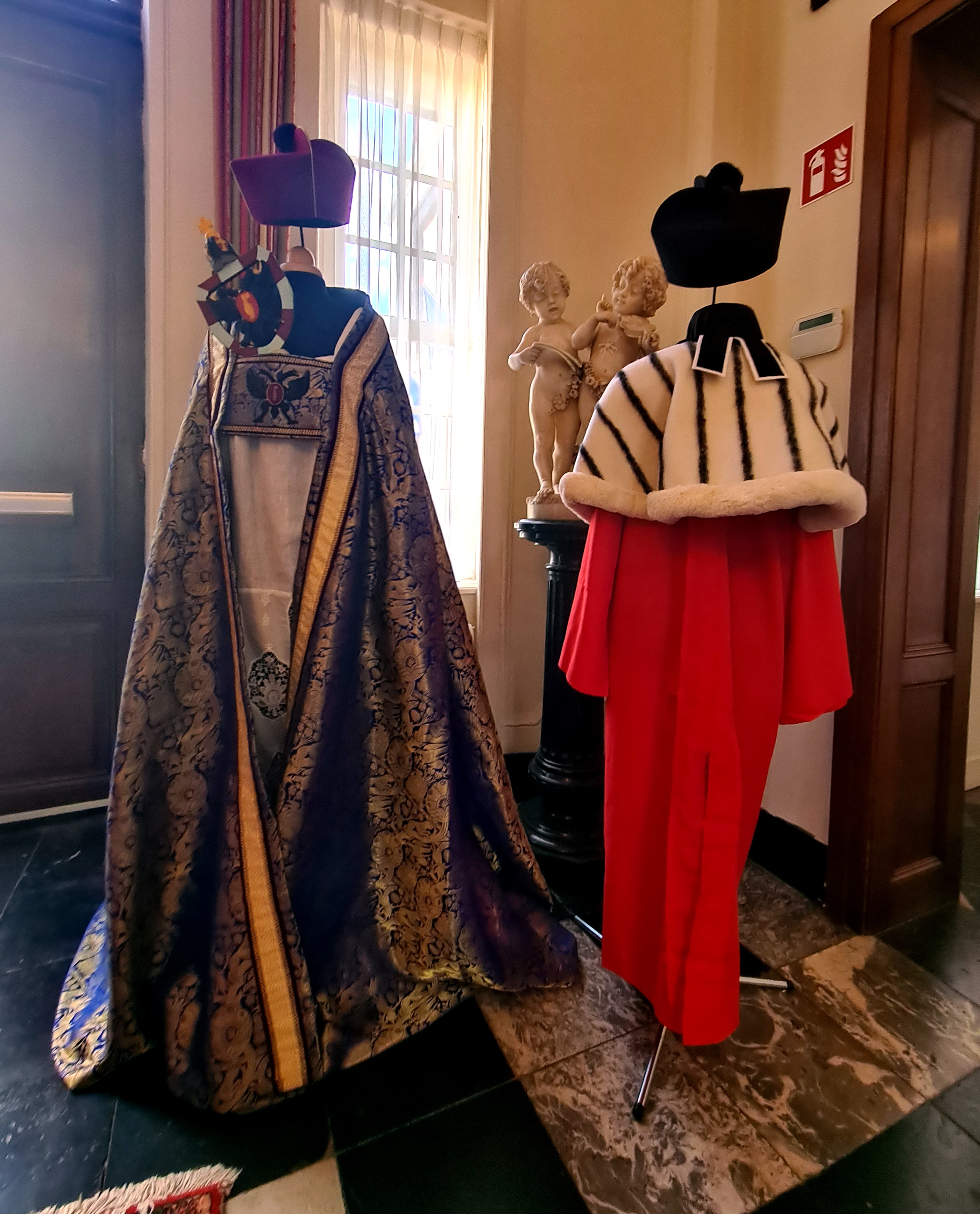
Geëxposeerde proosten- en kanunnikenkleding

## Wetenswaardigheden
- Gerard van den Dijck, voormalig bewoner van Henric van Veldekeplein 29, herinnerde zich in 1949 dat in de tijd dat zijn vader nog leefde de vlag van het Limburgse Zoeavenregiment in de hal van hun huis stond opgesteld. De vlag raakte later zoek.[42]